# 鈴木紗理奈
鈴木 紗理奈（すずき さりな、1977年〈昭和52年〉7月13日 - ）は、日本のタレント、女優、歌手。大阪府出身。2003年より、MUNEHIRO名義でレゲエシンガーソングライターとしても活動。本名は宗廣 華奈子（むねひろ かなこ）。

## 略歴
それぞれに会社経営をする両親のもとに生まれる。兄が3人いる。裕福な家庭に育ち、実家は8部屋あり、お手伝いさんがいて、外国人留学生を受け入れることもあった。豊中市から吹田市（幼稚園時代）、 摂津市（幼稚園時代 - 中学生時代）と大阪府内で何度か転居している。大阪成蹊女子高等学校中退。
1992年にオスカープロモーション主催の第6回全日本国民的美少女コンテストにおいて演技部門賞を受賞。なお、同コンテストの審査員特別賞は米倉涼子が受賞した。その後、上京し、1993年4月からは4人組の「美SHOW女」を結成、日本テレビの深夜番組「電脳! 底抜け脱線ゲーム」のレギュラーになったが、2ヶ月で番組が打ち切られてグループは解散した。1994年よりアーティストハウス・ピラミッドに所属。
2017年7月、『キセキの葉書』（ジャッキー・ウー監督）で、マドリード国際映画祭最優秀外国映画主演女優賞を受賞。
2025年4月30日、31年間所属したアーティストハウス・ピラミッドから独立。2007年に設立した個人事務所バードにて活動を継続する。

## 音楽活動
1996年に、SWITCH・キャイ〜ンとのユニット「初登場26位」に参加。
1997年から2000年までに鈴木紗理奈名義で3作のアルバムなどをリリース。
2003年より、レゲエシンガーソングライター・MUNEHIROとしての活動を開始し、2005年にはインディーズレーベルにてアルバム『DRAMA-11 STORIES-』を発表。2007年に『Limited』でメジャー・デビュー。作詞・作曲・プロデュースを自身で行っている。アルバム『RAINBOW』のプロデュースは三木道三と連名。
2021年より山本圭壱とのユニット「さりけい」で配信シングルをリリース。

## 人物
馬術技能検定の試験3級と障害3級の資格を持つ。実家にホームステイしていた留学生たちと会話しているうちに英語を自然と覚える。過去にビースティ・ボーイズ、シアラなどに英語でインタビューしている。
飯島愛とは数少ない芸能界で本音を言い合える仲であり、「愛姐さん」と呼び姉のように慕っていた。バラエティでの共演も多かったが、プライベートでは「もっともっと魅力的な人やった」など、ブログやTwitterで度々思い出話を語っている。

## 私生活
2008年12月に友人の紹介で知り合ったレゲエミュージシャンであるTELA-C（INFINITY16）と5年間の交際を経て結婚したことを、自身のブログと12月6日放送の『めちゃ²イケてるッ!』で公表した。2009年9月に妊娠を公表し、11月15日に明治神宮にて挙式を行う。2010年2月23日に第1子男児を出産したことを公表。2013年12月3日にTELA-Cと離婚。男児の親権は鈴木自身が持つ。
2024年11月19日に生放送された『ゴゴスマ』で一部週刊誌による不倫報道について謝罪した。報道にあった男性との交際の事実を認めた上で、男性が既婚者であった事実については認識を否定した。その上で、男性側の家族に対しては謝罪の意を表明し、男性との交際の継続は「絶対にありません」と話した。

## 出演

### 報道・情報・ワイドショー番組
| 期間       | 期間       | 番組名                                                  | 役職                              |
| ---------- | ---------- | ------------------------------------------------------- | --------------------------------- |
| 1994年10月 | 1994年12月 | H・I・P（テレビ朝日）                                   | 金曜日担当ナビゲーター            |
| 1994年11月 | 1995年3月  | どんまい!!スポーツ&ワイド（日本テレビ）                 | ワイド側でのレギュラー出演        |
| 1995年4月  | 1995年9月  | ニュースもぎたて朝一番（テレビ東京）                    | 『もぎたてJリーグ』レギュラー出演 |
| 1995年4月  | 1996年3月  | ゲームカタログII（テレビ朝日）                          | アシスタント                      |
| 1996年10月 | 1997年9月  | たけしの万物創世紀（朝日放送制作・テレビ朝日）          | レギュラー出演                    |
| 2005年4月  | 2005年9月  | クリック!（日本テレビ）                                 | 月曜日レギュラー司会              |
| 2006年4月  | 2010年8月  | 太田光の私が総理大臣になったら…秘書田中。（日本テレビ） | 不定期出演                        |
| 2012年1月  | 2015年3月  | ハピくるっ!（関西テレビ）                               | 木曜日コメンテーター              |
| 2021年7月  | 現在       | ゴゴスマ -GO GO!Smile!-（CBCテレビ）                    | 隔週火曜日コメンテーター          |

### バラエティ番組
- 電脳!!底ぬけ脱線ゲーム（1993年4月 - 6月、日本テレビ） - 美SHOW女
- とんねるずのみなさんのおかげです（1994年10月 - 1995年3月、フジテレビ）
- 突撃!家族ウォーズ（1995年1月 - 3月、テレビ東京）
- UN FACTORY カボスケ（1995年7月 - 9月、フジテレビ）
- めちゃ²モテたいッ!（1995年10月 - 1996年9月、フジテレビ）
- 志村けんのオレがナニしたのヨ?（1995年10月 - 1996年3月、フジテレビ）
- ぴたっTV（1996年4月 - 9月、読売テレビ）
- ザ・BINGOスター（1996年4月 - 1997年3月、テレビ東京）
- コロンブスのゆで卵（1996年7月 - 1997年9月、TBSテレビ）
- めちゃ²イケてるッ!（1996年10月 - 2018年3月、フジテレビ）
- 森田一義アワー 笑っていいとも!（1997年 - 1999年、2009年3月3日コーナーゲスト出演、1998年より月曜から木曜に移動。フジテレビ）
- ウッチャンナンチャンのウリナリ!!（日本テレビ） - 鈴木はウリナリ芸能人社交ダンス部の1号会員だった。
- 中居正広のボクらはみんな生きている（1997年 - 1999年、フジテレビ）
- スーパーチャンプル（2006年10月 - 2009年3月、日本テレビ）
- 限定品コラボネーゼ（フジテレビ）[12]
- 徳光&紗理奈の地元で遊ぼう（日本テレビ）
- Dのゲキジョー 〜運命のジャッジ〜（ - 2007年9月21日、フジテレビ）
- 独占!金曜日の告白（フジテレビ）
- 愛のエプロン（テレビ朝日）
- くりぃむクイズ ミラクル9（テレビ朝日）
- 中井正広のブラックバラエティ（日本テレビ）
- ロンドンハーツ（テレビ朝日）
- フリースタイルティーチャー（2022年、テレビ朝日）ゲスト審査員

### ウェブテレビ
- こじらせ森の美女（2019年11月2日 - 12月14日、AbemaTV） - レギュラーゲスト

### テレビドラマ
- FiVE（1997年、日本テレビ） - ナナカ 役
- 略奪愛・アブない女（1998年、TBSテレビ） - 杉田鈴 役
- ボーイハント（1998年、フジテレビ） - 中山美紀 役
- ケイゾク（1999年、TBSテレビ） - 木戸彩 役
- OLヴィジュアル系（2000年、テレビ朝日） - 主演・桜田門真恵 役
  - OLヴィジュアル系2（2001年）
  - OLヴィジュアル系 完結編（2001年10月5日）
- ブラック・ジャック 臓器農場行き幽霊バス（2000年3月31日、TBSテレビ）
- QUIZ（2000年、TBSテレビ） - 中森あゆみ 役
- 平成夫婦茶碗（2000年、日本テレビ） - 門倉ひろみ 役
- 新世紀ワイド時代劇 宮本武蔵（2001年1月2日、テレビ東京） - 朱実 役
- フレーフレー人生!（2001年、日本テレビ） - 山本理沙 役
- 金曜エンタテイメント クリスマス特別企画 1億2千万人のボーイフレンド〜出会い系サイト殺人事件〜（2001年12月21日、フジテレビ）- 主演・青野由美子 役
- まんてん（2002年 - 2003年、NHK総合） - 花山にしき 役
- ホーム&アウェイ 第3話（2002年10月21日、フジテレビ） - 三隅由里 役
- きみはペット（2003年、TBSテレビ） - 白妙ユリ 役
- 横山やすしフルスロットルシリーズ（関西テレビ） - 木村啓子 役
  - 航跡（2004年1月18日）
  - 阿波鳴門純愛物語（2005年3月21日）
- 離婚弁護士第10話・最終話（2004年、フジテレビ） - 真壁由里 役
- 大阪環状線 ひと駅ごとの愛物語 Part2 第4話「妻の霊がカツラに取り憑いた男」（2017年2月7日、関西テレビ） - 村野美樹 役
- きみが心に棲みついた（2018年1月16日 - 3月20日、TBSテレビ） - 八木泉 役
- 白衣の戦士!（2019年4月10日 - 6月19日、日本テレビ） - 小野貴子 役
- 日曜プライム「警視庁・捜査一課長スペシャル3」（2019年4月21日、テレビ朝日） - 神林瑤子 役
- 土曜ドラマ 三浦部長、本日付けで女性になります。（2020年3月21日、NHK総合） - 三浦カオリ 役
- ナンバMG5（2022年4月13日 - 6月22日、フジテレビ） - 難破ナオミ 役[13]
  - ナンバMG5 特別編「全開バリバリでアリガト」編（2022年6月29日、フジテレビ） - 難波ナオミ 役[14]
- Dr.チョコレート（2023年4月22日 - 6月24日、日本テレビ） - 足湯 / 阿達みずほ 役[15]
- 素晴らしき哉、先生!（2024年8月18日 - 10月6日、朝日放送テレビ・テレビ朝日） - 沢井谷夏子 役[16]

### 古典芸能番組
- 新・にっぽんの芸能「お染と久松〜かなわぬ恋のゆくえは〜」（2022年9月23日、NHK Eテレ）- 朗読[17]

### 配信ドラマ
- SPECサーガ黎明篇「Knockin’on 冷泉’s SPEC Door」〜絶対預言者 冷泉俊明が守りたかった幸福の欠片〜（2021年2月18日、Paravi） - 木戸晶 役[18]

### CM
- アステル
- 森永製菓
  - 「チュパチャップス」（1996年 - 1997年）
  - 「焼きポテト」（1997年）
- アデランス（1996年 - 1997年）
- ヤマキ「花かつお」（1996年 - 1997年）
- 鳥取県「翔んで鳥取 夢発見！」イメージガール（1997年）
- 日本たばこ産業「飲茶楼」（1999年）めちゃイケメンバーの雛形あきこと共演
- 資生堂コスメニティ 「TISS」
- 千寿製薬「マイティアイージー」
- 大王製紙「エリエール」（2001年）
- ライブドア「インターネット無料主義。」（2001年）
- 賃貸住宅サービス
- プリズン・ブレイク（2006年）
- 日産自動車「LEAF」（2018年）

### ラジオ
- キャイ〜ン編集部・なぁ〜んでぇ〜すかぁ〜?（TBSラジオ、1996年4月 - 1997年4月）アシスタント
- 内藤忠と山中崇志のミリオンナイツ（TOKYO-FM、1997年10月 - 1998年6月）木曜アシスタント

### 映画
- 岸和田少年愚連隊 血煙り純情篇（1997年、吉本興業、監督：三池崇史）リョーコ 役
  - この作品で第七回日本映画プロフェッショナル大賞の新人奨励賞を受賞している。
- ケイゾク/映画 Beautiful Dreamer（2000年、東宝）木戸彩 役
- SEMI-鳴かない蝉-（2003年、監督：横井健司）愛下涼 役
- 浪商のヤマモトじゃ!（2003年、監督：白岩久弥）リョウコ 役
- ナニワ金融道〜灰原勝負!起死回生のおとしまえ!!（2005年、監督：茅根隆史）木之内みゆき 役
- 味園ユニバース（2015年、監督：山下敦弘）マキコ 役
- キセキの葉書（2017年、監督：ジャッキー・ウー）主演・美幸 役
  - この作品で、マドリード国際映画祭 最優秀外国映画主演女優賞を受賞している。

### テレビアニメ
- 金田一少年の事件簿（1997年） - さりな 役

### 舞台
- タクフェス第6弾 あいあい傘（2018年10月 - 12月） - ヒデコ 役
- タクフェス第9弾 天国（2021年10月 - 12月） - 本郷理香子 役
- タクフェス第10弾 ぴえろ（2022年10月 - 12月） - 大友秋子 役
- FINAL FANTASY BRAVE EXVIUS 幻影戦争 THE STAGE（2024年2月23日 - 3月3日） - ヘレナ・リオニス 役[19]
- タクフェス第13弾 くちづけ（2025年11月24日 - 2026年1月8日〈予定〉）[20]

## 作品

### イメージビデオ
- めっちゃ鈴木紗理奈やねん（笠倉出版社、1995年9月28日）
- Pico美女シリーズ アイドルになっちゃった（芳友社、1996年2月20日）
- Final Beauty（竹書房、1996年6月29日）
- D.F.L(de facto love)（東芝EMI、1998年1月21日）

## 書籍

### 著書
- カナコの非常口（スコラ、1997年11月5日）
- 紗理奈の素（もと）（マガジンハウス、1999年9月22日）ISBN 4838711425

### 写真集
- LYLYCOI-リリコイ（撮影：井ノ元浩二、スコラ、1995年11月15日）
- ROUGE a paris（撮影：リュウハナブサ、ぶんか社、1996年7月15日）
- 玉手箱Vol.3「鈴木紗理奈」CD付き（撮影：山岸伸、タイガーエンタープライズ、1996年10月20日）
- S・S・S（撮影：野村誠一、講談社、1997年4月4日）
- PUNKY GIRL（撮影：鯨井康雄、音楽専科社、2001年8月10日）
- 紗理奈（撮影：安達尊、ダイヤモンド社、2002年6月27日）

## ディスコグラフィ

### 初登場26位名義（SWITCH・キャイ〜ンとのユニット）
- なんですか? 〜おなみだチョーダイ（キティエンタープライズ、1996年6月26日）

### 鈴木紗理奈名義

#### シングル
- シャレになんない（東芝EMI、1997年4月16日）
  - シャレになんない 作詞:NoB／作曲:MASAKI／編曲:M・N・R・G
  - ヨッシャ! 作詞:NoB／作曲:NoB、HULK／編曲:M・N・R・G
- Boo Bee MAGIC（東芝EMI、1997年8月20日）
  - Boo Bee MAGIC　作詞:NoB／作曲:MASAKI／編曲:M・N・R・G
    - YTV・NTV系アニメ『金田一少年の事件簿』EDテーマ[21]

  - DOCTOR STOP!　作詞:NoB／作曲:HULK／編曲:M・N・R・G
- D.F.L(de facto love)（東芝EMI、1997年12月10日） 
  - D.F.L.　作詞:島武実／作曲・編曲:佐久間正英
  - 好奇心 作詞:SPEAK／作曲:SPEAK、佐久間正英／編曲:佐久間正英
- The Long Journey（東芝EMI、1998年6月10日） 
  - The Long Journey　作詞:鈴木紗理奈／作曲・編曲:佐久間正英
  - クールにいこうよ 作詞:森雪之丞／作曲・編曲:佐久間正英
- セツナイキモチ（東芝EMI、1998年10月28日） 
  - セツナイキモチ 作詞:鈴木紗理奈／作曲:野山昭雄／編曲:R.I.P
  - BORN TO LOVE　作詞:中山加奈子／作曲:野山昭雄／編曲:R.I.P
- ガム（東芝EMI、1999年2月17日） 
  - ガム　作詞:橘いずみ／作曲・編曲:阿部義晴
  - Night and Day　作詞・作曲・編曲:樋口了一
- ボクの夜（東芝EMI、2000年2月16日）
  - ボクの夜　作詞:鈴木紗理奈、松崎ナオ／作曲:松崎ナオ／編曲:亀田誠治
  - 革命宣言ス。　作詞:鈴木紗理奈、松崎ナオ／作曲:松崎ナオ／編曲:亀田誠治

#### アルバム
1. Find Your Own Wings（東芝EMI、1998年6月24日）
2. Treasure Box（東芝EMI、1999年3月17日）
3. 素〜seven singles & more...〜（東芝EMI、2000年3月16日）

### MUNEHIRO名義

#### シングル
1. 『STEP UP』（2006年3月22日）インディーズ
2. 『LUV』（2007年12月12日）
3. 『again』（2008年5月14日）
4. 『ヒノマルパワー 〜君の力〜』（2008年8月6日）
5. 『SUPER WOMAN』（2008年12月3日）
6. 『LUV ♥ BOX』（2009年9月16日）
7. 『Maternity March』（2009年12月16日）
8. 『Baby Baby Baby』（2010年2月10日） ※デジタル・ダウンロード
9. 『REQUEST 4 U』（2011年4月13日）
10. 『PURE♡LOVE』（2014年10月8日）配信
11. 『FxxK U』（2015年4月22日）配信
12. 『You are the one』（2016年8月24日）配信
13. 『SURVIVAL SONG feat. 重盛さと美』（2023年10月10日）配信

#### アルバム
1. 『DRAMA-11 STORIES-』（2005年4月21日）インディーズ
2. 『Up and Coming』（2006年7月19日）インディーズ
3. 『Limited』（2007年8月1日）
4. 『NEO』（2009年3月4日）
5. 『MUNEHIROシンドローム 2K9 LUV LIVE MIX!!』（2009年9月16日） ※ライヴアルバム
6. 『JAM』（2010年3月10日）
7. 『MUNEHIRO BEST』（2010年9月15日） ※ベストアルバム
8. 『RAINBOW』（2011年06月29日）
9. 『Singin’ with the Boyz』（2011年12月14日）
10. 『Re:1st』（2014年2月19日）
11. 『#7』（2015年11月25日）

#### コンピレーション/参加作品
1. BRIER「Sweets」（2005年12月7日）
3. Ladies Night feat.Munehiro - STARWAX Ver.1 -
2. LOS KALIBRES「DE JAPON PA'L MUNDO」（2006年7月19日）
10. LINDA GEISYA feat.F.U.T.O.,MUNEHIRO
3. GIFTED CHILDS「1st FOOD」（2006年11月22日）
4. Gimmi Di Action feat.MUNEHIRO
4. V.A.「JOINT BOB MARLEY」（2007年1月17日）
10. THREE LITTLE BIRDS
5. V.A.「無限十六 vol.2 -PARK AVENUE-」（2007年8月8日）
4. DRIVIN'
6. INFINITY16「いつまでもメリークリスマス」（2007年11月21日）
1. いつまでもメリークリスマス welcomez SHOCK EYE from 湘南乃風, MUNEHIRO
7. V.A.「BOOM BOX&REGGAE GOLD MINE Vol.2」（2008年4月23日）
8.Slowly wine
8. BIGGA RAIJI「まっすぐ」（2008年11月19日）
4. 万歳!! feat.MUNEHIRO
9. V.A.「無限十六 vol.3 -FIRE riddim UP & LIVE riddim-」（2008年11月19日）
1. 熱い奴から火を着けろ!! / MUNEHIRO & GOKI
10. INFINITY16「Welcomez」（2008年12月24日）
12. 輝きをもう一度 welcomez VERBAL (m-flo), MUNEHIRO
11. HEMO+MOOFIRE「CACTUS HITS」（2009年2月18日）
12. DON'T STOP / MUNEHIRO feat.HEMO+MOOFIRE
12. SPICY CHOCOLATE「東京RAGGA BLAZE3」（2009年6月24日）
(DISC-1) 12. true blue 17 feat.MUNEHIRO
13. V.A.「無限十六 vol.4 -BADDAZ riddim-」（2009年10月28日）
2. SHOW TIME
14. SPICY CHOCOLATE「東京RAGGA LOVERS」（2010年1月27日）
(DISC-1) 9. 鼓動 feat.KEN-U, MUNEHIRO, Miss Monday, DABO, 卍LINE, TONY the WEED
15. INFINITY16「LOVE」（2010年9月1日）
15. あなたが好き welcomez MUNEHIRO
16. YU-A feat.MUNEHIRO「CHANGE」（2010年12月1日）
1. CHANGE
17. GOKIGEN SOUND「ゴキゲンサン 〜365日のドライブ〜」（2011年7月27日）
11. 熱い奴から火を着けろ!! feat. MUNEHIRO
18. SPICY CHOCOLATE「渋谷 RAGGA SWEET COLLECTION」（2011年9月14日）
(DISC-1) 5. Tun up!! feat.MUNEHIRO & 卍LINE
19. SPICY CHOCOLATE「渋谷純愛物語」（2014年10月22日）
11. Love is the answer feat. MUNEHIRO & Miss Monday[22]

#### DVD
1. MUNEHIROシンドローム 2K9 LUV The Movie（2009年9月16日）

### さりけい名義

#### 配信シングル
- 未来史上最年少（2021年3月24日、SteadyMusic）[23]
- 夢だらけ（2021年8月4日、SteadyMusic）[23]
- MOVEでしょ!!（2022年2月23日、SteadyMusic）[24]